# 子どもたちはロシア風に遊ぶ
『子どもたちはロシア風に遊ぶ』（こどもたちはロシアふうにあそぶ、仏語 Les enfants jouent à la Russie）は、1993年（平成5年）に製作・放映された、ジャン＝リュック・ゴダール監督のアメリカ合衆国・スイス合作のテレビ映画である。

## 概要
本作は、テレビ映画として製作されたため、カロリーヌ・シャンプティエがベータカムで収録している。カラーのベータカムで収録されたドラマ部分と、白黒の旧作ロシア映画が多数引用されている部分とで構成される。

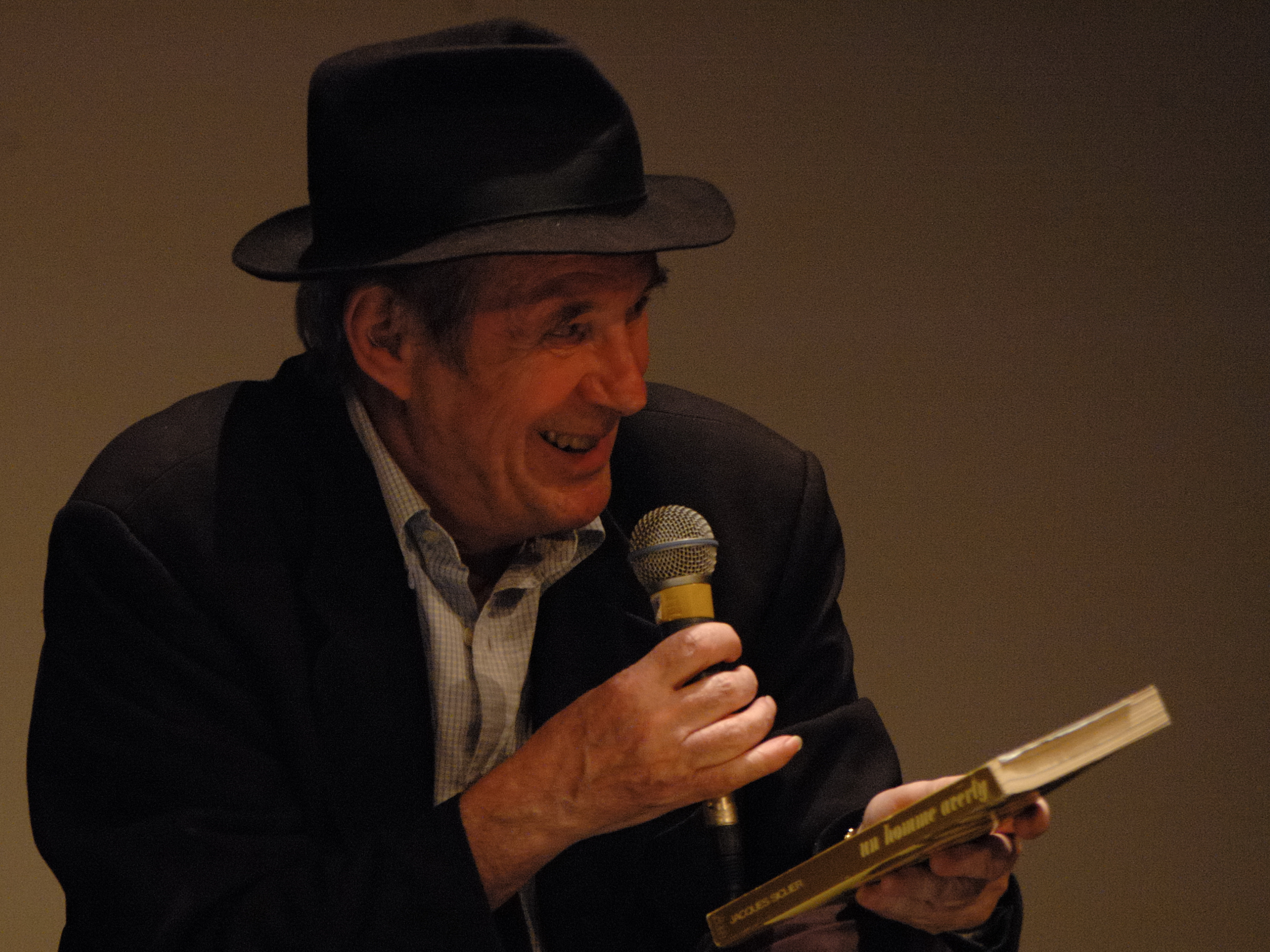
ラバルト近影

ゴダール自身が演じるのは、「王子」と呼ばれる白痴のシネアスト・ミシュキン（ムイシュキン）で、『小さな兵隊』（1960年）以来のゴダール組の常連俳優だったラズロ・サボが、ハリウッドのメジャースタジオからやってくる映画プロデューサーを演じている。『ニコラス・レイ - ある反逆者の肖像』（筑摩書房）を始め、多くの著書を持つ映画批評家のベルナール・エイゼンシッツ、ドキュメンタリー・テレビ映画シリーズ『われらの時代のシネアストたち』のメイン監督で、ゴダールを主題にした『恐竜と赤ん坊』（1967年）等で知られるアンドレ・S・ラバルトがふつうに俳優として出演している。アンナ・カレーニナをモデルとしたアンナ・カレーニヌを演じるのは、前年1992年7月 - 8月に撮影した『ゴダールの決別』（1993年）で、神と神に乗り移られた男を目撃したと告白する女子学生オード・アミエル役を演じて映画デビューしたオード・アミオである。
ロケ地は、ゴダールの本拠地であるスイスのヴォー州ロール、フランスのパリ、ロシアのサンクトペテルブルクで、1993年3月および夏に撮影された。
本作のエンドタイトルには、製作会社としてルート・ヴァルトブルゲールのヴェガ・フィルム（チューリッヒ）、ゴダールのJLGフィルム（ロール）というスイス国籍の2社がクレジットされているが、アメリカのアレッサンドロ・チェッコーニのチェッコ・フィルムズも製作に関わっている。

## ストーリー
白痴のシネアスト・ムイシュキン王子（ジャン＝リュック・ゴダール）が、ハリウッドのメジャースタジオのプロデューサーのジャック（ラズロ・サボ）からの依頼で、冷戦後のロシアについてのドキュメンタリーを撮ることになった。

## スタッフ
- 監督・脚本・編集 : ジャン＝リュック・ゴダール
- 撮影 : カロリーヌ・シャンプティエ、クリストフ・ポロック
- 録音 : ステファーヌ・ティエボー
- プロデューサー : ルート・ヴァルトブルゲール
- 製作主任 : アレッサンドロ・チェッコーニ、アイラ・バーマック
- 製作 : チェッコ・フィルムズ、ヴェガ・フィルム、JLGフィルム
- 放映 : テレヴィジオン・スイス・ロマンド

## キャスト
- ラズロ・サボ （映画プロデューサー ジャック / CIAのエージェント）
- ジャン＝リュック・ゴダール （白痴・ミシュキン王子）
- ベルナール・エイゼンシッツ （ハリー・ブラント）
- アンドレ・S・ラバルト （アルシード・ジョリヴェ）
- オード・アミオ （アンナ・カレーニヌ）[1]
- ベネディクト・ロワイヤン
- マリー・ボロウスキー

## 関連事項
- ジャン＝リュック・ゴダール監督作品一覧

## 註
1. 1 2 3 4 5 6 7  Roberto Chiesi, Jean-Luc Godard, Roma : Gremese, ISBN 888440259X, p.113.
2. ↑  インターネット・ムービー・データベースの本作の項ではフランス作品、ポンピドゥー・センターの上映情報の本作の項ではイタリア・ロシア・フランス合作となっているが、いずれも誤り。#外部リンク欄リンク先参照。二重リンクを省く。